# Liste de musées au Monténégro
Pour les autres articles nationaux ou selon les autres juridictions, voir Liste des musées par pays.
Cet article présente une liste non exhaustive de musées au Monténégro, classés par ville.

## Cetinje
- Musée national du Monténégro, dont cinq départements :
  - Musée historique du Monténégro ;
  - Musée ethnographique du Monténégro ;
  - Musée artistique du Monténégro ;
  - Musée du roi Nicolas Ier ;
  - Musée Petar II Petrović-Njegoš.
- Palais du Roi Nicolas Ier (en)

## Podgorica
- Centre d'art contemporain (Centar savremene umjetnosti)
- Centre de recherche archéologique (Centar za arheološka istraživanja)
- Galerie moderne (Moderna galerija)
- Musée d'archéologie (Arheoloski Muzej)
- Musée d'histoire naturelle du Monténégro (JU Prirodnjački muzej Crne Gore)
- Musée Marko Miljanov (Muzej Marka Miljanova)
- Musée de la ville de Podgorica (Muzeja grada Podgorice)

## Autres villes
- Musée du patrimoine de Pljevlja (en), à Pljevlja
- Musée d'Ulcinj (sq), à Ulcinj